# حارة وادي الجنات (ذمار)

تعديل مصدري - تعديل

حارة وادي الجنات هي إحدى حارات مدينة ذمار التابعة لمحافظة ذمار، بلغ تعداد سكانها 1,835 نسمة حسب تعداد اليمن لعام 2004.